# Liste der Primates der Scottish Episcopal Church
Die folgenden Personen waren Primates der anglikanischen Scottish Episcopal Church:
| Amtszeit  | Name                            | Bischof von                         | Bemerkung                                                 |
| --------- | ------------------------------- | ----------------------------------- | --------------------------------------------------------- |
| 1720–1727 | John Fullarton                  | Edinburgh                           | Erster Primas gewählt ohne metropolitische Rechtsprechung |
| 1727–1731 | Andrew Lumsden                  | Edinburgh                           |                                                           |
| 1731–1738 | David Freebairn                 | Galloway, Edinburgh                 |                                                           |
| 1738–1743 | Thomas Rattray                  | Dunkeld                             |                                                           |
| 1743–1747 | Robert Keith                    | Caithness                           | Koadjutor des Bischofs von Edinburgh seit 1727            |
| 1747–1761 | Robert White                    | Distrikt von Fife                   |                                                           |
| 1761–1776 | William Falconer                | Moray                               |                                                           |
| 1776–1778 | William Falconer                | Edinburgh                           |                                                           |
| 1778–1788 | Robert Kilgour                  | Aberdeen und Orkney                 |                                                           |
| 1788–1816 | John Skinner                    | Aberdeen und Orkney                 | Koadjutor des Primas seit 1778                            |
| 1816–1837 | George Gleig                    | Brechin                             |                                                           |
| 1837–1841 | James Walker                    | Edinburgh                           |                                                           |
| 1841–1857 | William Skinner                 | Aberdeen und Orkney                 |                                                           |
| 1857–1862 | Charles Hughes Terrot           | Edinburgh                           |                                                           |
| 1862–1886 | Robert Eden                     | Moray, Ross und Caithness           |                                                           |
| 1886–1901 | Hugh Willoughby Jermyn          | Brechin                             |                                                           |
| 1901–1904 | James Butler Knill Kelly        | Moray, Ross und Caithness           |                                                           |
| 1904–1907 | George Howard Wilkinson         | St Andrews                          |                                                           |
| 1908–1935 | Walter John Forbes Robberds     | Brechin                             |                                                           |
| 1935–1943 | Arthur John MacLean             | Moray, Ross und Caithness           |                                                           |
| 1943–1946 | Ernest Denny Logie Danson       | Edinburgh                           |                                                           |
| 1946–1952 | John Charles Halland How        | Glasgow und Galloway                |                                                           |
| 1952–1962 | Thomas Hannay                   | Argyll and the Isles                |                                                           |
| 1962–1974 | Francis Hamilton Moncrieff      | Glasgow und Galloway                |                                                           |
| 1974–1977 | Richard Knyvet Wimbush          | Argyll and the Isles                |                                                           |
| 1977–1985 | Alastair Iain Macdonald Haggart | Edinburgh                           |                                                           |
| 1985–1992 | Lawrence Edward Luscombe        | Brechin                             |                                                           |
| 1992–2000 | Richard Holloway                | Edinburgh                           |                                                           |
| 2001–2006 | Bruce Cameron                   | Aberdeen und Orkney                 |                                                           |
| 2006–2009 | Idris Jones                     | Glasgow und Galloway                |                                                           |
| 2009–2017 | David Chillingworth             | Saint Andrews, Dunkeld und Dunblane |                                                           |
| seit 2017 | Mark Strange                    | Moray, Ross und Caithness           |                                                           |